# Nigel Prior Hanson Tapp
Sir Nigel Prior Hanson Tapp, britanski general, * 1904, † 1991.